# 保罗·莫奈
保罗·兰德里·莫奈（英語：Paul Landry Monette，1945年10月16日—1995年2月10日）是一位美国作家、诗人、电影剧作家。保罗·莫奈一生致力于消除对同性恋者偏见的活动，他把与同性伴侣一起与艾滋病抗争的经历著撰成书，让公众对艾滋病及患病人群的有了更为公正的认识。

## 生平
保罗·莫奈出生于马萨诸塞州的劳伦斯，1963年毕业于菲利普斯学院，1967年毕业于耶鲁大学英文系。后来他搬到了波士顿，在米尔顿高中教授文学和写作。1978年，他与男友律师罗杰·霍维茨搬到西好莱坞，开始撰写电影和舞台剧的剧本，及电影改写小说，代表作有《吸血鬼诺斯费拉图》（1979年）、《疤面煞星》（1983年）、《鐵血戰士》（1987年）、《午夜狂奔》（1988年）等。
1988年，保罗·莫奈最为广受好评的著作《借来的时间》出版，该书记录了与他的爱人罗杰身患艾滋病从发病到身亡的19个月间所受的病症之苦，以及他们互相陪伴与病症抗争的经历，该书获得了1988年度美国全国书评最佳传记奖、笔会文学奖。1992年，他的自传《成人之道：半生纪事》出版，该书记述了他在1974年遇到罗杰之前作为一个同性恋者艰辛的成长经历，该书获1992年度美国国家书卷奖。
保罗·莫奈生命的最后几年，也深受艾滋病及各种并发症的折磨，这段日子被Monte Bramer和Lesli Klainberg拍成纪录电影《Paul Monette: The Brink of Summer's End》。1995年，保罗·莫奈在洛杉矶因爱艾滋病逝世，临终前，与他同居五年的伴侣Winston Wilde、他的父亲和弟弟陪在他身边。他的弟弟罗伯特·莫奈依据他的委托在他去世后成立了莫奈-霍维茨信托，以纪念他们的爱情，并致力于消除对同性恋者的偏见的事业。

## 著作
- Monette, Paul. . Boston: Little, Brown. 1975. ASIN B000WFI36Q.
- Monette, Paul. . Boston: Little, Brown. 1978. ISBN 0-316-57821-5.
- Monette, Paul, The Gold Diggers, Los Angeles, New York, Alyson Classics Library, 1979, ISBN 1-55583-458-2
- Monette, Paul. . New York: Avon Books. 1981. ISBN 0-380-76828-3.
- Lightfall, Avon Books, 1982, ISBN 0-380-81075-1 (horror novel) (cover by Wayne Barlowe)
- Monette, Paul. . San Diego: Harcourt Brace Jovanovich. 1988. ISBN 0-15-113598-3.
  - 中文版：莫奈, 保罗. . 江苏文艺出版社. 2011: 327. ISBN 978-7-5399-4162-2.
- Monette, Paul. . New York: St. Martin's Press. 1989. ISBN 0-312-01472-4.
- Monette, Paul. . New York: Crown Publishers. 1990. ISBN 0-517-57339-3.
- Monette, Paul. . New York: Crown Publishers. 1991. ISBN 0-517-58329-1.
- Monette, Paul. . New York: Harcourt Brace Jovanovich. 1992. ISBN 0-15-111519-2.
- Monette, Paul. . San Diego: Harcourt Brace Jovanovich. 1994. ISBN 0-15-600202-7.
- Monette, Paul. . New York: St. Martin's Press. 1995. ISBN 0-312-13616-1.
- Monette, Paul. . New York: Scribner. 1997. ISBN 0-684-83286-0.